# Mandranofotsy
La Mandranofotsy est une rivière des hautes terres centrales de Madagascar. Elle prend source à 1 900 m d'altitude au sud-est d'Andranovorivato, traverse la ville de Fianarantsoa et se jette dans la Matsiatra à Andreamizaha (Iavinomby-Vohibola).